# Hypopteromalus
Hypopteromalus is een geslacht van vliesvleugeligen uit de familie Pteromalidae. De wetenschappelijke naam van dit geslacht is voor het eerst geldig gepubliceerd in 1900 door Ashmead.

## Soorten
Het geslacht Hypopteromalus omvat de volgende soorten:
- Hypopteromalus inimicus Muesebeck, 1927
- Hypopteromalus lippiae Kieffer, 1910
- Hypopteromalus percussor Girault, 1917
- Hypopteromalus rhopalomyiae Kieffer, 1910
- Hypopteromalus tabacum (Fitch, 1864)